# 镇安州
镇安州，北宋时设置的羁縻州。
政和四年（1114年）升镇安峒置，治所在今广西壮族自治区那坡县。属邕州羁縻。辖境相当今广西壮族自治区那坡县一带。元朝至元二十九年（1292年）升为镇安路。